# Tomas Bičiūnas
Tomas Bičiūnas (* 18. Januar 1978 in Kėdainiai) ist ein litauischer linker Politiker und Seimas-Mitglied.

## Leben
Nach dem Abitur 1996 an der Aušros-Mittelschule  schloss Tomas Bičiūnas von 1996 bis 2000 das Bachelorstudium der Geografie-Pädagogik an der Litauischen Pädagogischen Hochschule und von 2000 bis 2002 das Studium der Verwaltung an der Mykolas-Romeris-Universität in der litauischen Hauptstadt Vilnius ab. 
Von 2003 bis 2005 war er Lehrer für Rechtskunde und von 2011 bis 2020 Lehrer für Erdkunde am Gymnasium Kėdainiai sowie von 2000 bis 2020  Lehrer für Erdkunde am Juozas-Paukštelis-Gymnasium in Kėdainiai.
Seit 2020  ist Tomas Bičiūnas Mitglied im 13. Seimas, Mitglied des Ausschusses für Menschenrechte.
Tomas Bičiūnas ist Mitglied der LSDP. 